# Oileán Chléire
Oileán Chléire (en anglès Cape Clear Island) és una illa d'Irlanda, al sud-oest del comtat de Cork, a la província de Munster, i que constitueix una Gaeltacht. El punt més alt és el Cnoicín an tSeabhaic (160 metres). L'illa més propera és Sherkin Island a 2 km a l'est. L'illa és dividida en dues meitats d'est a oest unides per un istme. Els ferries surten de North Harbour a Schull i Baltimore a l'illa gran. South Harbour és un destí conegut dels iots.

## Història
L'illa és coneguda com a lloc de naixement de Sant Ciarán, al fort Dún an Óir, i per la seva fauna ornitològica, inclosos el somorgollaire i el Somorgollaire alablanc, el Corb marí gros i hidrobàtids. L'illa tenia 1.052 habitants abans de la Gran Fam, mentre que la població actual de Cape Clear no arriba a una vuitena parat d'aquesta xifra. L'illa té una escola primària construïda en 1897. El 1998 la presidenta irlandesa Mary McAleese visità l'illa. Des de 1994 cada primer cap de setmana de setembre acull el Festival Internacional de Contacontes, que acull contistes professionals d'arreu del món.

## Fauna
A les aigües que envolten l'illa hi ha pinnípedes, taurons pelegrins i dofins, mentre que les plantes més comunes són les roses de Plymouth i el xuclamel. A Cape Clear hi ha un far i un observatori ornitològic, ja que és el primer destí de moltes aus migratòries.

## Llogarets

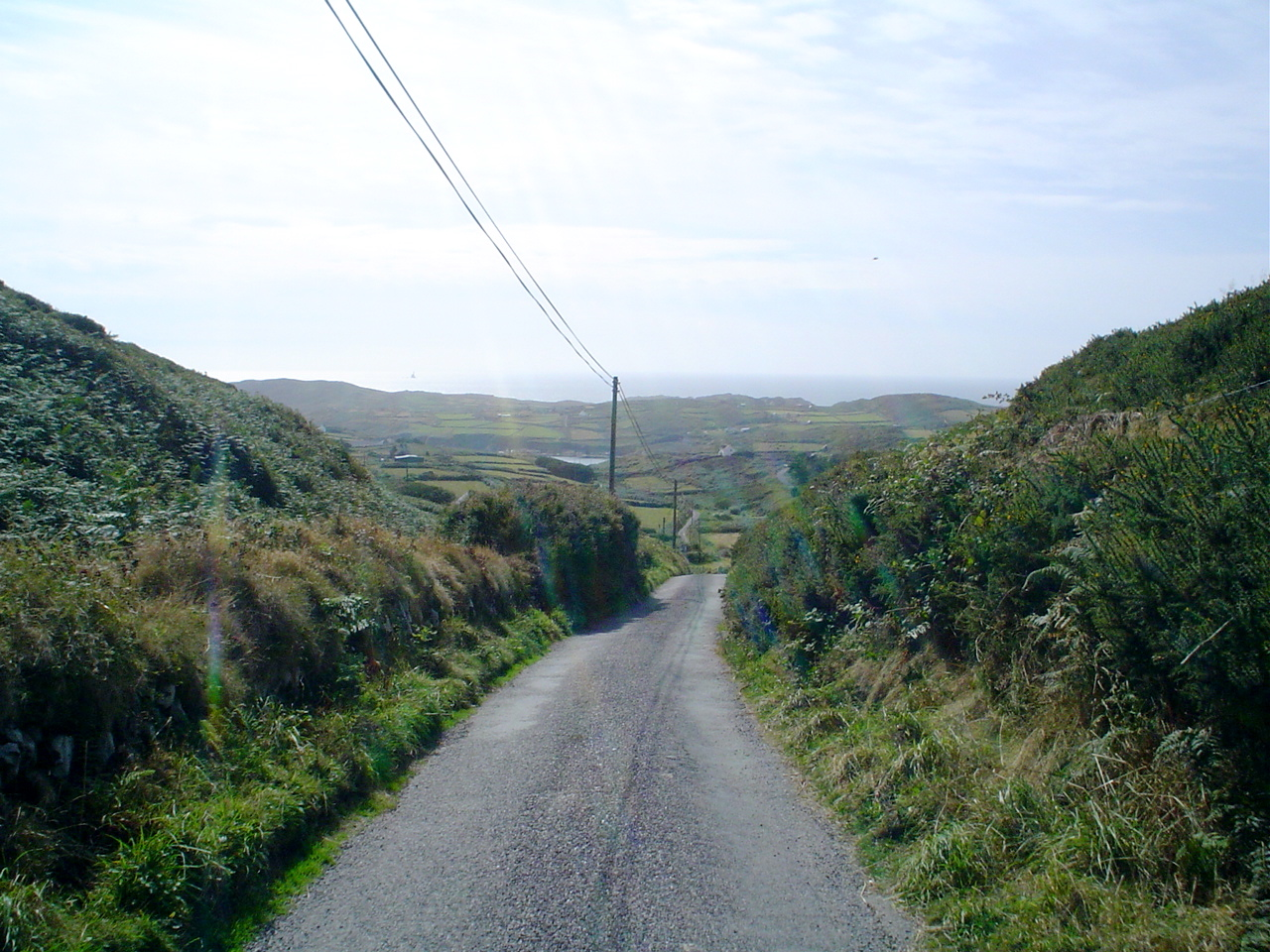
Carretera de l'illa

- Baile Iarthach Theas
- Baile Iarthach Thuaidh
- Cnocán an Choimthigh
- Gleann Iarthach
- Gleann Meánach
- Gleann Oirtheach
- Coinnlín
- Crathach Thiar
- Crathach Thoir
- Cill Leice Fórabhain
- Lios O Móine
- Cnocán na mBairneach
- Gort na Lobhar
- An tArdghort
- Ceathrúna
- Comalán